# David di Donatello 2005

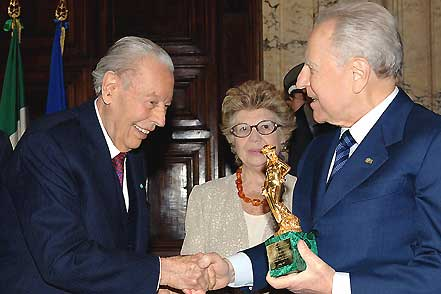
Gian Luigi Rondi consegna il David speciale al Presidente della Repubblica Italiana Carlo Azeglio Ciampi

La cerimonia di premiazione della 50ª edizione dei David di Donatello si è svolta a Roma il 29 aprile 2005.

## Vincitori e nominati
Vengono di seguito indicati in grassetto i vincitori.
Miglior film
- Le conseguenze dell'amore, regia di Paolo Sorrentino
- Certi bambini, regia di Andrea e Antonio Frazzi
- Le chiavi di casa, regia di Gianni Amelio
- Cuore sacro, regia di Ferzan Özpetek
- Manuale d'amore, regia di Giovanni Veronesi

Miglior regista
- Paolo Sorrentino - Le conseguenze dell'amore
- Gianni Amelio - Le chiavi di casa
- Davide Ferrario - Dopo mezzanotte
- Andrea e Antonio Frazzi - Certi bambini
- Ferzan Özpetek - Cuore sacro

Miglior regista esordiente
- Saverio Costanzo - Private
- Paolo Franchi - La spettatrice
- David Grieco - Evilenko
- Stefano Mordini - Provincia meccanica
- Paolo Vari e Antonio Bocola - Fame chimica

Migliore sceneggiatura
- Paolo Sorrentino - Le conseguenze dell'amore
- Gianni Amelio, Sandro Petraglia e Stefano Rulli - Le chiavi di casa
- Gianni Romoli e Ferzan Özpetek - Cuore sacro
- Davide Ferrario - Dopo mezzanotte
- Ugo Chiti, Giovanni Veronesi - Manuale d'amore

Migliore produttore
- Rosario Rinaldo - Certi bambini
- Aurelio De Laurentiis - Manuale d'amore
- Davide Ferrario - Dopo mezzanotte
- Elda Ferri - Alla luce del sole
- Domenico Procacci e Nicola Giuliano - Le conseguenze dell'amore

Migliore attrice protagonista
- Barbora Bobuľová - Cuore sacro
- Sandra Ceccarelli - La vita che vorrei
- Valentina Cervi - Provincia meccanica
- Maria de Medeiros - Il resto di niente
- Maya Sansa - L'amore ritrovato

Migliore attore protagonista
- Toni Servillo - Le conseguenze dell'amore
- Stefano Accorsi - Provincia meccanica
- Giorgio Pasotti - Dopo mezzanotte
- Kim Rossi Stuart - Le chiavi di casa
- Luca Zingaretti - Alla luce del sole

Migliore attrice non protagonista
- Margherita Buy - Manuale d'amore
- Erika Blanc - Cuore sacro
- Lisa Gastoni - Cuore sacro
- Giovanna Mezzogiorno - L'amore ritorna
- Galatea Ranzi - La vita che vorrei

Migliore attore non protagonista
- Carlo Verdone - Manuale d'amore
- Johnny Dorelli - Ma quando arrivano le ragazze?
- Silvio Muccino - Manuale d'amore
- Raffaele Pisu - Le conseguenze dell'amore
- Fabio Troiano - Dopo mezzanotte

Migliore direttore della fotografia
- Luca Bigazzi - Le conseguenze dell'amore
- Tani Canevari - Manuale d'amore
- Arnaldo Catinari - La vita che vorrei
- Dante Cecchin - Dopo mezzanotte
- Gianfilippo Corticelli - Cuore sacro

Migliore musicista
- Riz Ortolani - Ma quando arrivano le ragazze?
- Paolo Buonvino - Manuale d'amore
- Pasquale Catalano - Le conseguenze dell'amore
- Andrea Guerra - Cuore sacro
- Franco Piersanti - Le chiavi di casa

Migliore canzone originale
- Christmas in love, di Tony Renis - Christmas in love
- Fame chimica - Fame chimica
- Gioia e rivoluzione - Lavorare con lentezza
- Manuale d'amore, di Paolo Buonvino - Manuale d'amore
- Ma quando arrivano le ragazze?, di Riz Ortolani - Ma quando arrivano le ragazze?

Migliore scenografo
- Andrea Crisanti - Cuore sacro
- Giancarlo Basili - L'amore ritrovato
- Francesca Bocca - Dopo mezzanotte
- Marco Dentici - La vita che vorrei
- Beatrice Scarpato - Il resto di niente

Migliore costumista
- Daniela Ciancio - Il resto di niente
- Maria Rita Barbera - La vita che vorrei
- Catia Dottori - Cuore sacro
- Gianna Gissi - L'amore ritrovato
- Gemma Mascagni - Manuale d'amore

Migliore montatore
- Claudio Cutry - Certi bambini
- Claudio Cormio - Dopo mezzanotte
- Claudio Di Mauro - Manuale d'amore
- Giogiò Franchini - Le conseguenze dell'amore
- Patrizio Marone - Cuore sacro
- Simona Paggi - Le chiavi di casa

Migliore fonico di presa diretta
- Alessandro Zanon - Le chiavi di casa
- Mario Dallimonti - Alla luce del sole
- Gaetano Carito e Pierpaolo Merafino - Manuale d'amore
- Marco Grillo - Cuore sacro
- Daghi Rondanini e Emanuele Cecere - Le conseguenze dell'amore

Migliori effetti speciali visivi
- Grande Mela - Dopo mezzanotte
- Paola Trisoglio e Stefano Marinoni - Alla luce del sole
- Proxima - L'amore ritorna
- E.D.I.: Pasquale Croce e Roberto Mestroni - Occhi di cristallo
- Apocalypse - I tre volti del terrore

Miglior documentario di lungometraggio
- Un silenzio particolare, regia di Stefano Rulli
- I dischi del sole, regia di Luca Pastore
- In viaggio con Che Guevara, regia di Gianni Minà
- Passaggi di tempo - Il viaggio di Sonos 'e Memoria, regia di Gianfranco Cabiddu
- I ragazzi della Panaria, regia di Nello Correale

Miglior cortometraggio
- Aria, regia di Claudio Noce (ex aequo)
- Lotta libera, regia di Stefano Viali (ex aequo)
- Mio fratello Yang, regia di Massimiliano e Gianluca De Serio
- O' guarracino, regia di Michelangelo Fornaro
- Un refolo, regia di Giovanni Arcangeli

Miglior film dell'Unione Europea
- Mare dentro (Mar adentro), regia di Alejandro Amenábar
- Les choristes - I ragazzi del coro (Les choristes), regia di Christophe Barratier
- Il mercante di Venezia (The Merchant of Venice), regia di Michael Radford
- Il segreto di Vera Drake (Vera Drake), regia di Mike Leigh
- La sposa turca (Gegen die Wand), regia di Fatih Akın

Miglior film straniero
- Million Dollar Baby (Million Dollar Baby), regia di Clint Eastwood
- 2046 (2046), regia di Wong Kar-wai
- Ferro 3 - La casa vuota (Binjip), regia di Kim Ki-duk
- Hotel Rwanda (Hotel Rwanda), regia di Terry George
- Ray (Ray), regia di Taylor Hackford

Premio Piemonte Torino Olimpica
- Certi bambini, regia di Andrea e Antonio Frazzi

Premio David Giovani
- Alla luce del sole, regia di Roberto Faenza

David speciale
- Carlo Azeglio Ciampi
- Tom Cruise
- Mario Monicelli
- Dino Risi
- Cecchi Gori Group